# Swertia parryi
Swertia parryi là một loài thực vật có hoa trong họ Long đởm. Loài này được Kuntze miêu tả khoa học đầu tiên năm 1891.